# Microlongichneumon abbreviatus
Microlongichneumon abbreviatus är en stekelart som beskrevs av Heinrich 1968. Microlongichneumon abbreviatus ingår i släktet Microlongichneumon och familjen brokparasitsteklar. Utöver nominatformen finns också underarten M. a. trilobatus.